# جرد گلدن
جرد گلدن (انگلیسی: Jared Golden؛ زادهٔ ۲۵ ژوئیهٔ ۱۹۸۲) سیاستمدار آمریکایی اهل مین است. او هم‌اکنون نماینده بخش‌هایی از لوستن، مین، در مجلس نمایندگان مین است. او نماینده منتخب حوزه انتخابیه دوم مین در مجلس نمایندگان آمریکاست. او از اعضای حزب دموکرات است، ولی دستیار سناتور جمهوری‌خواه سوزان کولینز بوده‌است. او تفنگدار دریایی بوده و به عراق و افغانستان اعزام شده‌است.
گلدن با این که 2000 رای کمتر از رقیب خود نماینده بروس پولیکین به دست آورده بود، پس از اجرای نظام رای شماری ترجیحی بر او غلبه کرد.